# Symfonie nr. 1 (Pettersson)
Symfonie nr.1 is een symfonie van de Zweedse componist Allan Pettersson. Het werk is nooit voltooid. De symfonie had Petterssons eerste werk voor groot symfonieorkest moeten worden.

## Geschiedenis
Petterson stond op het punt zijn loopbaan als altviolist op te geven en puur voor het componistschap te gaan. Hij had nog lessen compositieleer van twee uiteenlopende docenten. Rene Leibowitz, een strikte volger van de dodecafonie van Arnold Schönberg, en Arthur Honegger probeerden hem verder wegwijs te maken. Van de strenge leer van Leibowitz moest Pettersson niets hebben, anders dan dat hij het theoretische deel onder de knie wilde krijgen. Hij zag meer in Honegger. Toch liet Pettersson al vroeg weten dat hij de symfonie zo zou schrijven als hij zelf wilde. Zowel dirigent Tor Mann als musicoloog Bo Wallner kregen bericht omtrent deze symfonie. Maar hoe langer hij er in 1951 en 1952 aan werkte hoe meer moeite hij kreeg om dit werk af te ronden. Hij liep vast in zijn eigen wil een onderscheidend werk af te leveren. In 1952 legde hij het weg en begon aan zijn Symfonie nr. 2 (opgedragen aan Mann). In 1955 tekende hij nog enkele wijzigingen aan in de partituur, die afgesloten is met een dubbele balk (teken van einde van een compositie). Daarna verdween de symfonie geheel buiten zicht, totdat de componist aangaf dat het werk teruggetrokken werd en in ieder geval niet tijdens zijn leven uitgevoerd mocht worden. Niemand behalve hijzelf had de symfonie ooit gezien toen Pettersson in 1980 stierf.
Midden jaren negentig begon het Duitse platenlabel CPO met de opnamen van de symfonische cyclus van Pettersson. Daarbij bleef de eerste symfonie buiten beschouwing, anders dan dat werd medegedeeld dat Peter Ruzicka bezig was de schetsen te verzamelen en te kijken of uitvoering mogelijk was. Het publiek moest tot 14 januari 2010 wachten totdat Christian Lindberg (als dirigent) het uitvoerde met het Norrköpings Symfoniorkester in De Geerhallen. In de maanden daarna werden ook de opnamen voor Bis Records verricht. Lindberg is degene die het werk van 136 pagina’s geschikt maakte voor uitvoering, van voltooiing was volgens hem geen sprake. Daarbij wordt de orkestratie naar het eind toe dunner, als teken dat het werk niet af is.